# Elphos nimia
Elphos nimia là một loài bướm đêm trong họ Geometridae.